# Константиновское сельское поселение (Мордовия)
Константиновское се́льское поселе́ние — муниципальное образование в Ромодановском районе Мордовии Российской Федерации.
Административный центр — село Константиновка.

## История
Статус и границы сельского поселения установлены Законом Республики Мордовия от 1 декабря 2004 года № 99-З «Об установлении границ муниципальных образований Ромодановского муниципального района, Ромодановского муниципального района и наделении их статусом сельского поселения и муниципального района».

## Население
| 2002 | 2010 | 2012 | 2013 | 2014 | 2015 | 2016 |
| ---- | ---- | ---- | ---- | ---- | ---- | ---- |
| 613  | ↘525 | ↘513 | ↘505 | ↘501 | ↘498 | ↘490 |
| 2017 | 2018 | 2019 | 2020 | 2021 |      |      |
| ↘488 | ↘468 | ↗474 | ↗477 | ↗513 |      |      |

## Состав сельского поселения
| № | Населённый пункт | Тип населённого пункта       | Население |
| - | ---------------- | ---------------------------- | --------- |
| 1 | Ивановка         | деревня                      | ↘100      |
| 2 | Каменка          | деревня                      | ↘45       |
| 3 | Константиновка   | село, административный центр | ↘380      |